# وانیا در خیابان چهل و دوم
وانیا در خیابان چهل و دوم (به انگلیسی: Vanya on 42nd Street) فیلمی محصول سال ۱۹۹۴ و به کارگردانی لویی مال است. در این فیلم بازیگرانی همچون فوبی برند، لین کوئن، جرج گینز، جری مایر، جولیان مور، لری پاین، بروک اسمیت، والاس شاون و آندره گرگوری ایفای نقش کرده‌اند.